# Phyllium palawanense
Phyllium palawanense är en insektsart som beskrevs av Detlef Grösser 200. Phyllium palawanense ingår i släktet Phyllium och familjen Phylliidae. Inga underarter finns listade i Catalogue of Life.